# Gorecký národní park
Gorecký národní park (polsky Gorczański Park Narodowy) je jeden z 23 polských národních parků. Leží v  Západních Beskydech a zahrnuje centrální horské pásmo Gorce, mj. masívy Turbacz a Gorec. Rozkládá se na území pěti obcí a většina jeho území je státním majetkem (6567 ha), zbytek je v soukromém vlastnictví (382 ha). Na území parku se nachází většina nejvyšších vrcholů pohoří Gorce. Na vrcholu Suhora (1000 m n. m.) se nachází nejvýše položená polská hvězdárna Obserwatorium astronomiczne na Suhorze. Park byl zřízen roku 1981. Správa parku sídlí v obci Poręba Wielka.

## Historie
Již před druhou světovou válkou bylo uznána nutnost ochrany krásy a velké přírodní hodnoty krajiny u Gorců. Roku 1927 majitel tohoto území, Ludvík Wodzicki z Wielké Poreby, založil 114hektarovou rezervaci se jménem Vladislava Orkana. Samotný Gorecký národní park (GNP) byl však založen až roku 1981. Nejprve zaujímal 5908 ha, roku 1988 byl rozšířen na 6763 ha, později byl ještě zvětšen; stav od roku 2002 činí 7030 ha. Nejstarší sakrální památkou GNP je Bulandowa kaple nacházející se na polonině Jaworzyna Kamienická.

## Flóra

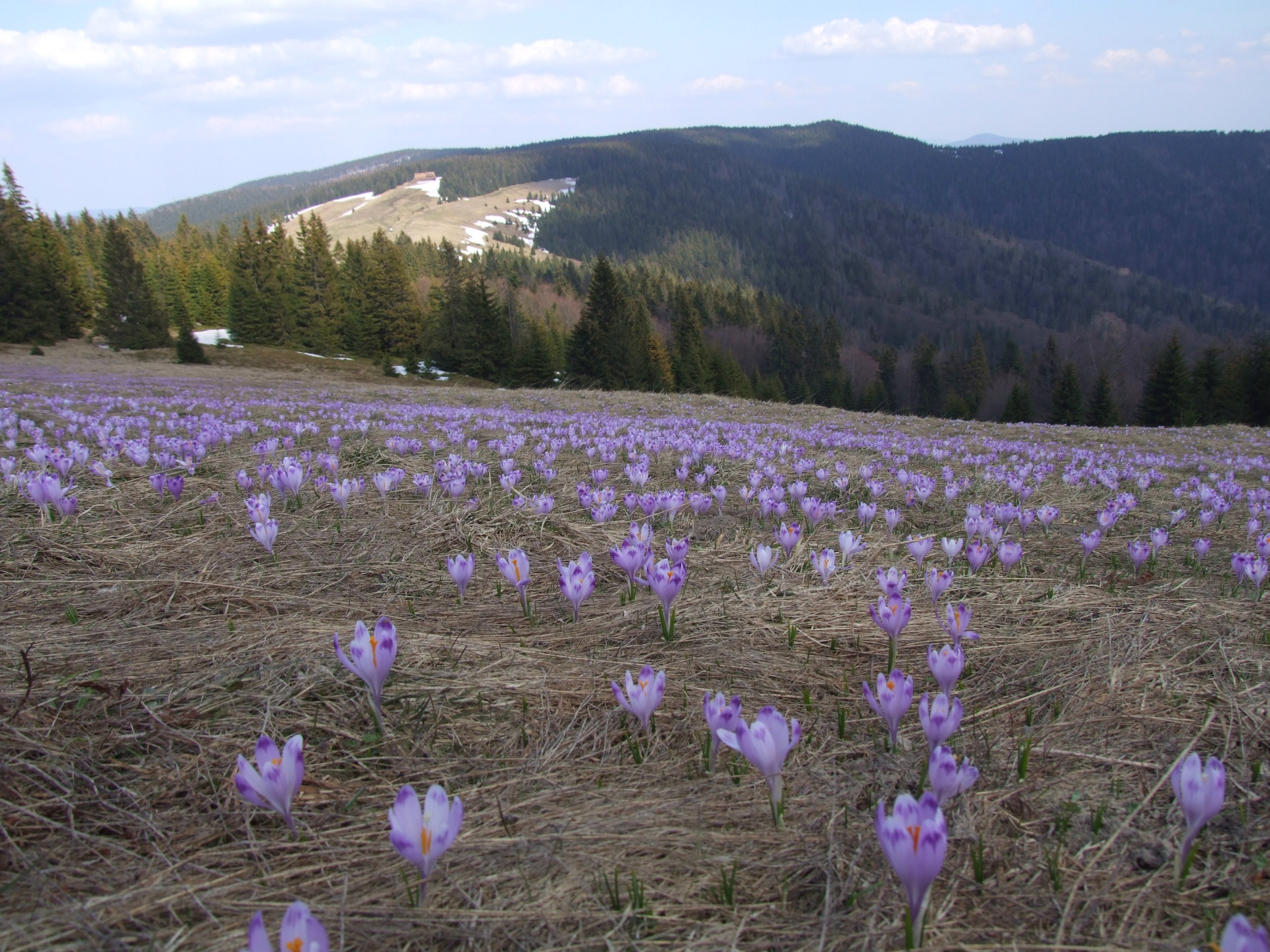
Louka s šafrány, v pozadí vrchol Turbacz

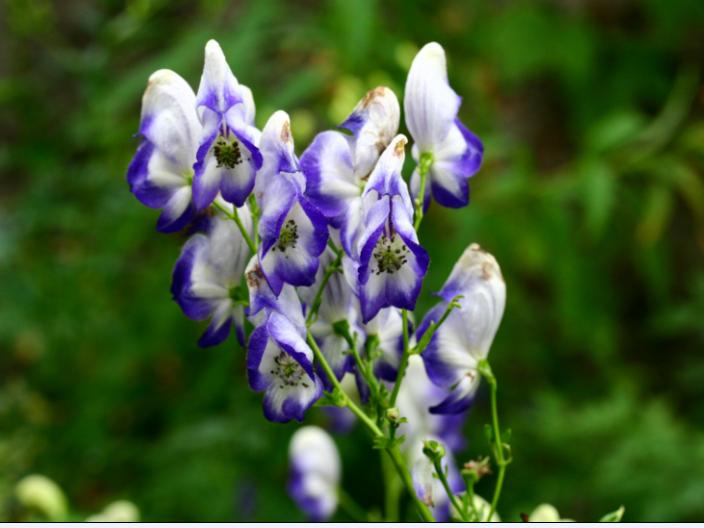
Oměj pestrý

V Gorcech je potvrzen výskyt více než 900 druhů cévnatých rostlin, 25 druhů mechů, 450 druhů lišejníků a 116 druhů játrovek, z čehož cca 85% se nachází na území parku a jeho ochranné zóny. Značný je též počet horských druhů, mj.: čípek objímavý, oměj pestrý, pryskyřník platanolistý, havez česnáčková, kamzičník rakouský. Vyskytuje se zde též 22 druhů charakteristických pro alpínský stupeň, např.: kuklík horský, lipnice alpská, bojínek horský. Z chráněných rostlin zde roste 113 taxonů.
Pro pohoří Gorců jsou charakteristické rozsáhlé lesní komplexy, které se vyskytují ve dvou vegetačních stupních: dolním (650-1100 m n. m.) a horním stupni (1100 m n. m. a výše). Lesy představují až 95 % povrchu parku, řada stromů je starších více než 100 let. Lesní porost tvoří hlavně smrk, buk, jedle, jako příměs zde roste modřín, jilm, jasan, javor a olše šedá. Rozlišuje se zde řada společenstev lesa, k nimž se řadí karpatská bučina, kyselé horské bučiny, úrodné jedliny, smrkovo-jedlový les dolního, i horního stupně, karpatské olšiny a mokřadní olšiny. V lesním podrostu těchto lesů se vyskytují pro tyto společenstva charakteristické rostlinné druhy: kakost lesní, česnek medvědí, dymnivka dutá, bradáček srdčitý, dřípatka karpatská, papratka horská, kyčelnice cibulkonosná, kostival srdčitý, brusnice brusinka, řada mechů a kapradin. Na podmáčených lokalitách rostou: devětsil Kablíkové, blatouch bahenní, oměj pestrý, mléčivec alpský a udatna dvoudomá. Méně často lze nalézt kruhatku Mathiolliho, lomikámen vždyživý a violku dvoukvětou. Je možné, že již vymřela, ale kdysi bylo možno pod Turbaczem nalézt vzácnou bylinu z čeledi hadilkovitých Botrychium lanceolatum.
Zvláštní skupinu představují skupiny rostlin spojené s poloninami, na nichž se vyskytuje až 130 druhů rostoucích výhradně tam. Z toho důvodu je proto důležité zachování tohoto druhu luk a nedopustit jejich zalesnění. Rostou zde mj.: jestřábník oranžový, mečík střechovitý, tučnice obecná, upolín evropský, prasetník jednoúborný, šafrán spišský a až 13 druhů z čeledi vstavačovitých: pětiprstka žežulník, kruštík širolistý pravý, vemeníček zelený, prstnatec plamatý, prstnatec májový, hlavinka horská.
Velká část těchto polonin je neúrodná, proto je porostlá druhem chudých stanovišť, tzv. smilkovišť“ se smilkou tuhou, pupavou bezlodyžnou a kuklíkem horským.

## Polany

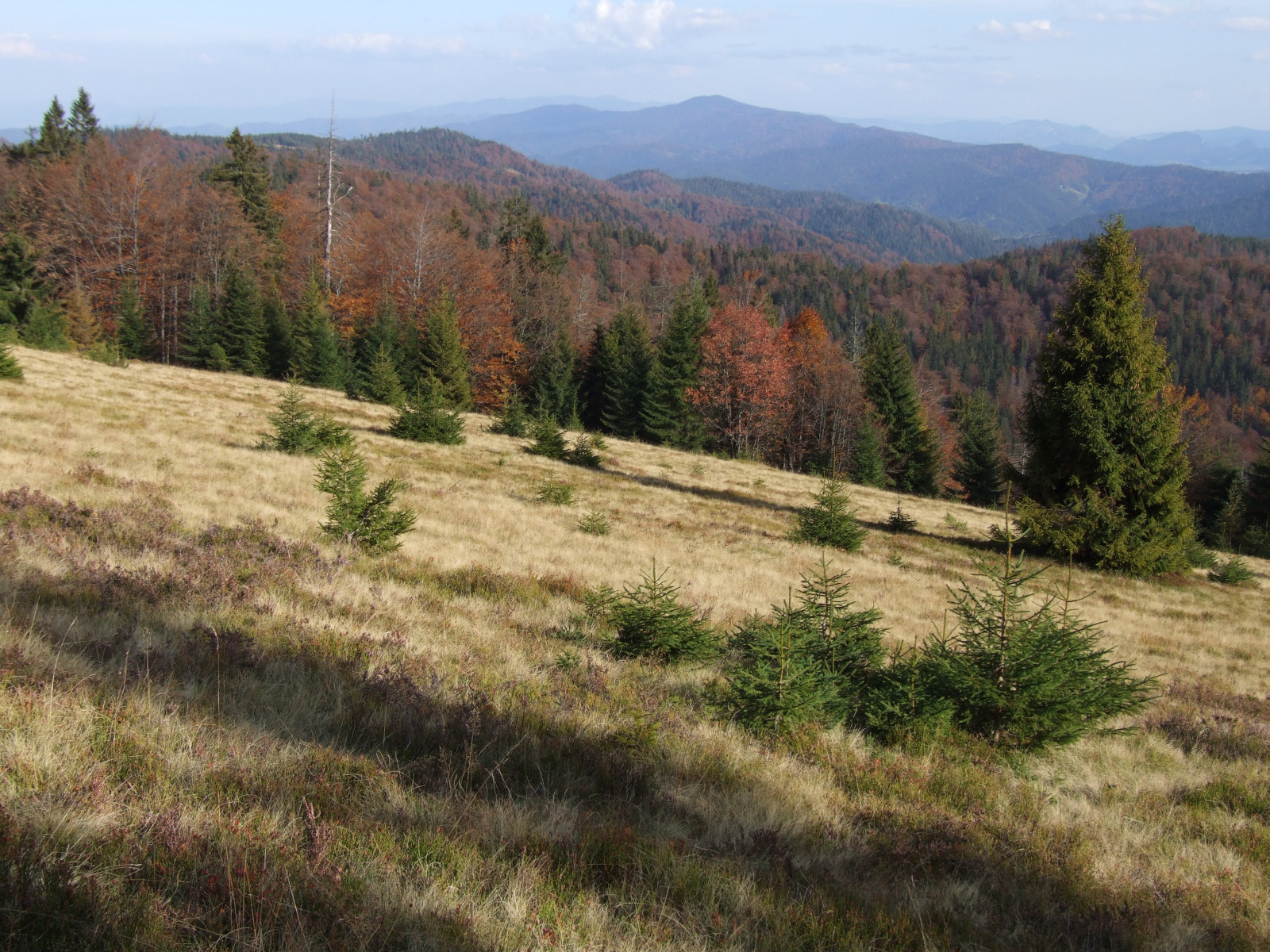
Polana zarůstající lesem (výhled na Gorce)

Polany představují jeden z nejtypičtějších prvků krajiny pohoří Gorců. Jsou také jejich nejvýznamnější turistickou atrakcí. Dají se z nich pozorovat rozlehlé panoramata Tater, Pienin, Ostrovních Beskyd a Beskyd Sadeckých. Zjara na nich rozkvétají lány šafránů. Polany vznikly ve 14. století jako výsledek činnosti Valachů, kteří sem dorazili z Balkánského poloostrova a přinesli s sebou svou pasteveckou kulturu a která se udržela i později. Polany, místními usedlíky nazývané holemi, byly výsledkem vypalováním lesů a následně jejich rozšiřováním kácením. Spásání a kosení zabraňovalo zarůstání luk lesem. Nejintenzivněji probíhalo spásání před druhou světovou válkou, Gorce byly tehdy po Tatrách největším centrem pastevectví. Ještě řadu let po válce na polanách stály pastevecké salaše a intenzivní spásání probíhalo dále.
Po jeho ukončení začaly polany zarůstat nejprve borůvčím a maliním, posléze lesem, což vedlo ke snížení výhledů a biologické diverzity. Bylo možno pozorovat přírodní sukcesi. Správa GNP nakonec uznala nutnost zachování polan. Na Hali Dlugiej byla opět zavedena řízená pastva ovcí, některé jiné polany (např. Jaworzyna Kamienická) se sekají. Avšak osud většiny polan, převážně mimo území GNP, zdá se být již zpečetěn.